# Королевские военно-морские силы Нидерландов

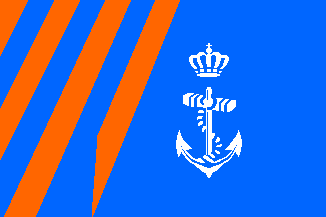
Флаг Королевских ВМС Нидерландов

Королевские военно-морские силы Нидерландов (нидерл. Koninklijke Marine) — один из видов вооружённых сил Нидерландов.
Нидерландский флот в основном включают в себя органы управления, военно-морской флот, военно-морскую авиацию, морскую пехоту, части и подразделения специального назначения.
На военно-морские силы Нидерландов возложены задачи:
- демонстрация силы, защита национальных интересов и выполнение принятых обязательств в рамках Организации Североатлантического договора (НАТО) и Организации Объединённых Наций;
- обеспечение безопасности плавания торговых судов.

## История
Были сформированы в 1488 году, когда Нидерланды ещё входили в состав Священной Римской империи, в дальнейшем принимали участие практически во всех крупных вооружённых конфликтах, ведшихся Нидерландами.
28 апреля 2015 года в состав ВМС Нидерландов введён многоцелевой корабль поддержки «Карел Доорман», ставший самой крупной единицей нидерландского флота за всю его историю.
ВМС Нидерландов тесно взаимодействует с ВМС Великобритании.

## Организация
- Военно-морской флот

Включают в себя надводный и подводный компоненты, а также морскую авиацию.
- Корпус морской пехоты

## Пункты базирования
- Роттердам — штаб бригады морской пехоты.
- Ден-Хелдер — штабы, учебные заведения, склады, мастерские.
- Основные порты: Флиссинген, Амстердам, Делфзейл, Заандам, Катвейк, Роттердам, Схевенинген, Тернезен, Харлинген, Хукван-Холланд, Эйменден, Эмсхафен.

## Боевой состав

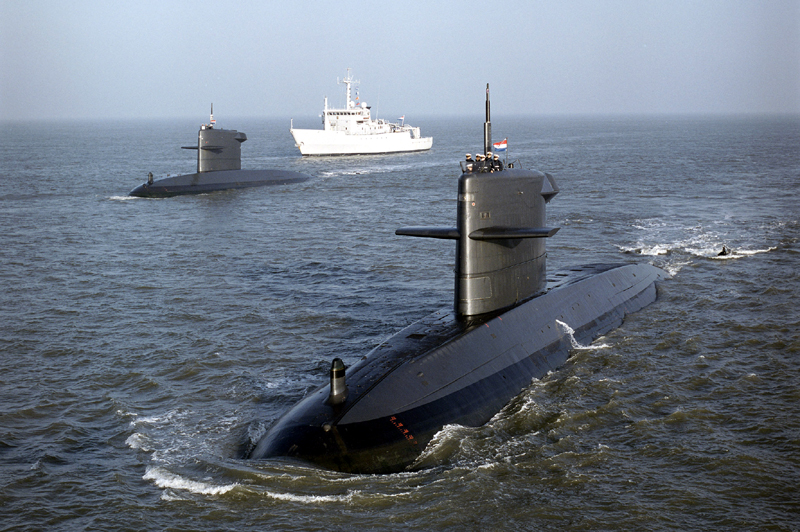

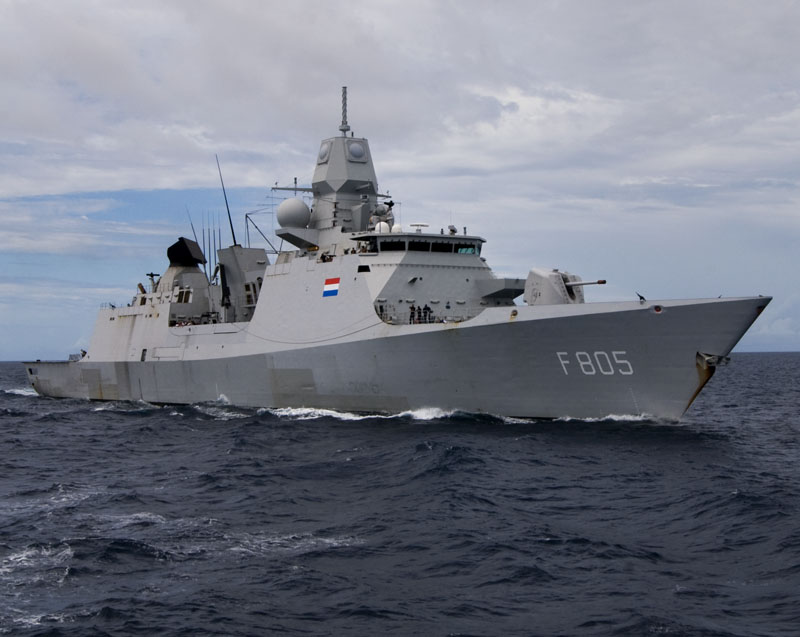
Hr.Ms. «Evertsen» (F805)

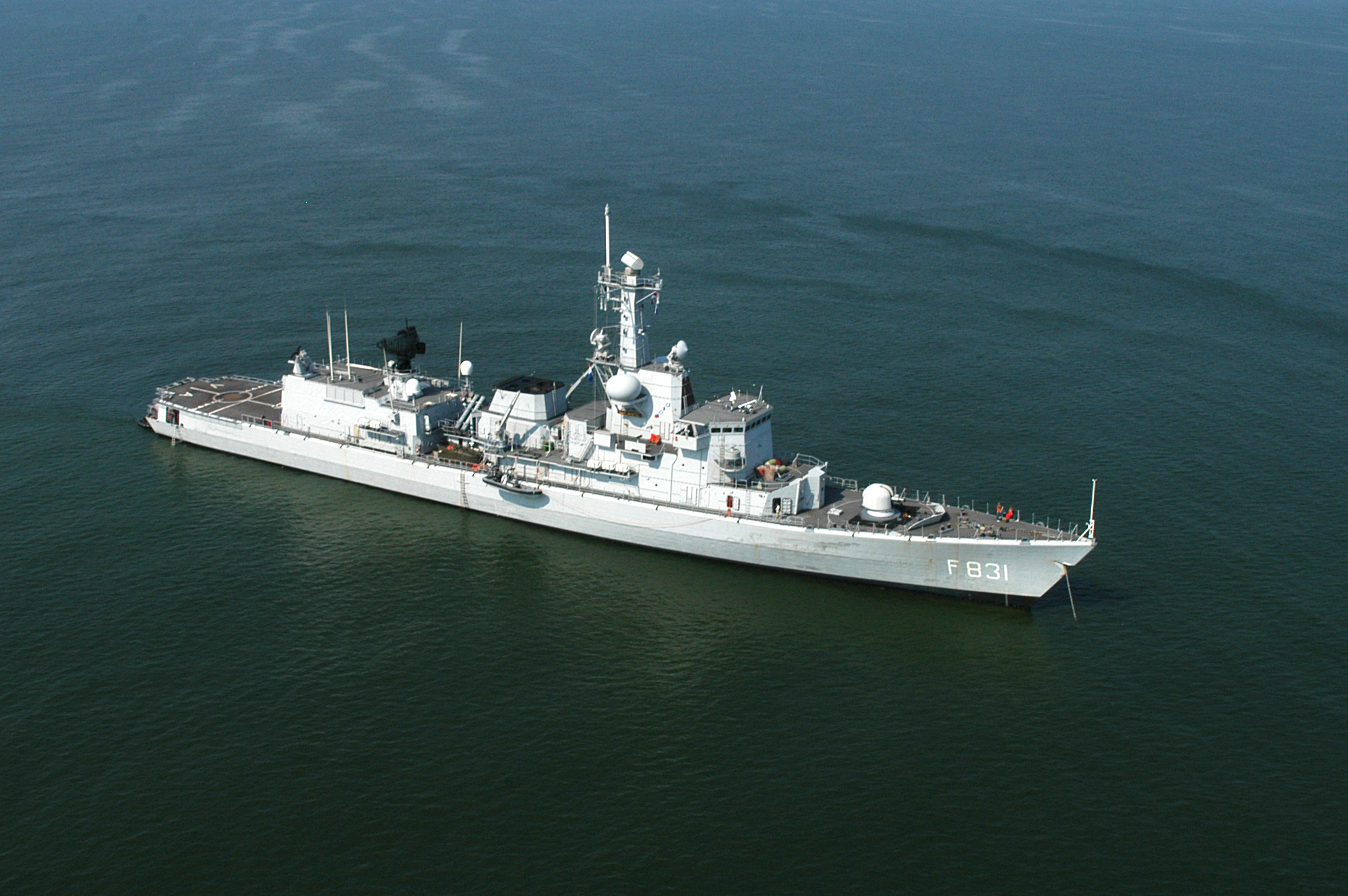
Hr.Ms. «Van Amstel» (F831)

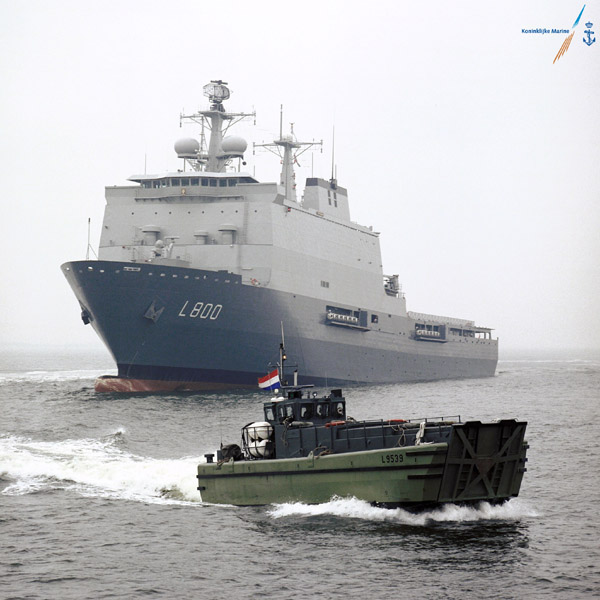
Hr.Ms. «Rotterdam» (L800)

### Военно-морской флот
| Тип                                           | Бортовой номер  | Наименование               | В составе флота | Состояние       | Примечания      |
| Подводные лодки                               | Подводные лодки | Подводные лодки            | Подводные лодки | Подводные лодки | Подводные лодки |
| --------------------------------------------- | --------------- | -------------------------- | --------------- | --------------- | --------------- |
| Многоцелевая ДЭПЛ типа «Валрус»               | S802            | Hr.Ms. Walrus              |                 |                 |                 |
| Многоцелевая ДЭПЛ типа «Валрус»               | S803            | Hr.Ms. Zeeleeuw            |                 |                 |                 |
| Многоцелевая ДЭПЛ типа «Валрус»               | S808            | Hr.Ms. Dolfijn             |                 |                 |                 |
| Многоцелевая ДЭПЛ типа «Валрус»               | S810            | Hr.Ms. Bruinvis            |                 |                 |                 |
| Фрегаты                                       |                 |                            |                 |                 |                 |
| Фрегат УРО типа «Де Зевен Провинсиен»         | F802            | Hr.Ms. De Zeven Provinciën | 26 апреля 2002  |                 |                 |
| Фрегат УРО типа «Де Зевен Провинсиен»         | F803            | Hr.Ms. Tromp               | 14 марта 2003   |                 |                 |
| Фрегат УРО типа «Де Зевен Провинсиен»         | F804            | Hr.Ms. De Ruyter           | 22 апреля 2004  |                 |                 |
| Фрегат УРО типа «Де Зевен Провинсиен»         | F805            | Hr.Ms. Evertsen            | 10 июня 2005    |                 |                 |
| Фрегат УРО типа «Карел Дорман»                | F828            | Hr.Ms. Van Speijk          |                 |                 |                 |
| Фрегат УРО типа «Карел Дорман»                | F831            | Hr.Ms. Van Amstel          |                 |                 |                 |
| Патрульные корабли                            |                 |                            |                 |                 |                 |
| Патрульный корабль класса «Холанд»            | P840            | Holland                    |                 |                 |                 |
| Патрульный корабль класса «Холанд»            | P841            | Zeeland                    |                 |                 |                 |
| Патрульный корабль класса «Холанд»            | P842            | Friesland                  |                 |                 |                 |
| Патрульный корабль класса «Холанд»            | P843            | Groningen                  |                 |                 |                 |
| Минные тральщики                              |                 |                            |                 |                 |                 |
| Минный тральщик типа «Alkmaar»                | M853            | Hr.Ms. Haarlem             |                 |                 |                 |
| Минный тральщик типа «Alkmaar»                | M856            | Hr.Ms. Maasluis            |                 |                 |                 |
| Минный тральщик типа «Alkmaar»                | M857            | Hr.Ms. Makkum              |                 |                 |                 |
| Минный тральщик типа «Alkmaar»                | M858            | Hr.Ms. Middelburg          |                 |                 |                 |
| Минный тральщик типа «Alkmaar»                | M859            | Hr.Ms. Hellevoetsluis      |                 |                 |                 |
| Минный тральщик типа «Alkmaar»                | M860            | Hr.Ms. Schiedam            |                 |                 |                 |
| Минный тральщик типа «Alkmaar»                | M861            | Hr.Ms. Urk                 |                 |                 |                 |
| Минный тральщик типа «Alkmaar»                | M862            | Hr.Ms. Zierikzee           |                 |                 |                 |
| Минный тральщик типа «Alkmaar»                | M863            | Hr.Ms. Vlaardingen         |                 |                 |                 |
| Минный тральщик типа «Alkmaar»                | M864            | Hr.Ms. Willemstad          |                 |                 |                 |
| Десантные корабли                             |                 |                            |                 |                 |                 |
| Десантный корабль типа «Rotterdam»            | L800            | Hr.Ms. Rotterdam           |                 |                 |                 |
| Десантный корабль типа «Rotterdam»            | L801            | Hr.Ms. Johan de Witt       |                 |                 |                 |
| Landing Craft Utility (LCU)                   |                 |                            |                 |                 |                 |
| Landing Craft Utility (LCU)                   |                 |                            |                 |                 |                 |
| Landing Craft Vehicle Personnel (LCVP) Mk II  |                 |                            |                 |                 |                 |
| Landing Craft Vehicle Personnel (LCVP) Mk III |                 |                            |                 |                 |                 |
| Вспомогательные корабли                       |                 |                            |                 |                 |                 |
| Гидрографическое судно                        | A802            | Hr.Ms. «Snellius»          |                 |                 |                 |
| Гидрографическое судно                        | A803            | Hr.Ms. «Luymes»            |                 |                 |                 |
| Корабль обеспечения                           | A804            | Hr.Ms. «Pelikaan»          |                 |                 |                 |
| Корабль снабжения                             | A832            | Hr.Ms. «Zuiderkruis»       |                 |                 |                 |
| Корабль снабжения                             | A836            | Hr.Ms. «Amsterdam»         |                 |                 |                 |
|                                               | A900            | Hr.Ms. «Mercuur»           |                 |                 |                 |
| Учебные корабли                               |                 |                            |                 |                 |                 |
|                                               | A902            | MOV «Van Kinsbergen»       |                 |                 |                 |
|                                               | Y8050           | Hr.Ms. «Urania»            |                 |                 |                 |

## Префикс кораблей и судов
Корабли и суда ВМФ Нидерландов имеют префикс Zr.Ms. (нидерл. Zijner Majesteits — Его Величества) или Hr.Ms. (нидерл. Harer Majesteits — Её Величества), в зависимости от того король или королева царствует в стране.

### Флаги должностных лиц

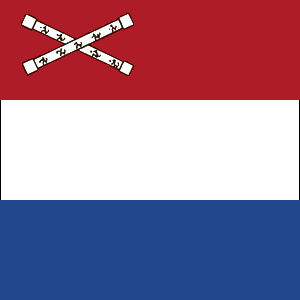
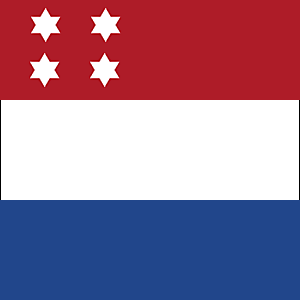
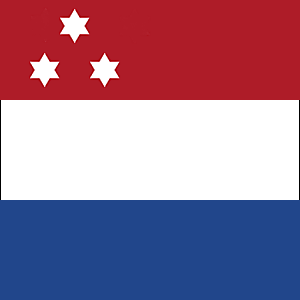
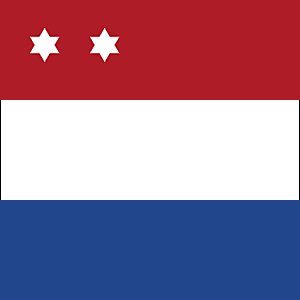
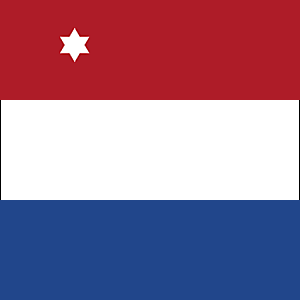
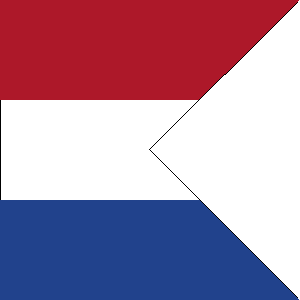
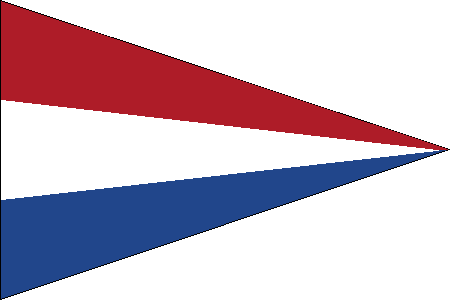

## Флаги кораблей и судов
| Флаг | Гюйс | Вымпел боевых кораблей |
| ---- | ---- | ---------------------- |
|      |      |                        |

## Знаки различия

### Адмиралы и офицеры
| Категории               | Адмиралы      | Адмиралы           | Адмиралы     | Адмиралы         | Адмиралы           | Старшие офицеры    | Старшие офицеры            | Старшие офицеры               | Младшие офицеры                                   | Младшие офицеры              | Младшие офицеры              |
| ----------------------- | ------------- | ------------------ | ------------ | ---------------- | ------------------ | ------------------ | -------------------------- | ----------------------------- | ------------------------------------------------- | ---------------------------- | ---------------------------- |
|                         |               |                    |              |                  |                    |                    |                            |                               |                                                   |                              |                              |
| Нидерландское звание    | Admiraal      | Luitenant-Admiraal | Viceadmiraal | Schout-bij-nacht | Commandeur         | Kapitein ter zee   | Kapitein-Luitenant ter zee | Luitenant ter zee 1ste klasse | Luitenant ter zee der 2de klasse oudste categorie | Luitenant ter zee 2de klasse | Luitenant ter zee 3de klasse |
| Российское соответствие | Адмирал флота | Адмирал            | Вице-адмирал | Контр-адмирал    | Капитан 1-го ранга | Капитан 2-го ранга | Капитан 3-го ранга         | Капитан-лейтенант             | старший лейтенант                                 | Лейтенант                    | Младший лейтенант            |

### Подофицеры и матросы
| Категории               | Подофицеры             | Старшины                     | Старшины         | Старшины               | Старшины                | Mатросы                | Mатросы                |
| ----------------------- | ---------------------- | ---------------------------- | ---------------- | ---------------------- | ----------------------- | ---------------------- | ---------------------- |
|                         |                        |                              |                  |                        |                         |                        |                        |
| Нидерландское звание    | Adjudant Onderofficier | Sergeant-Majoor              | Sergeant         | Korporaal              | Matroos der 1ste klasse | Matroos der 2de klasse | Matroos der 3de klasse |
| Российское соответствие | Мичман                 | Главный корабельный старшина | Главный старшина | Старшина первой статьи | Старшина второй статьи  | Старший матрос         | Матрос                 |